# KAIST
Il Korea Advanced Institute of Science & Technology o KAIST è un istituto scolastico a Daedeok Science Town (대덕연구단지?, 大德硏究團地?), Daejeon, Corea del Sud.
È stato fondato nel 1971 attraverso l'unione del Korea Advanced Institute of Science (KAIS) con il Korea Institute of Science and Technology (KIST) dalla legge KAIST numero 3778.
Nel 2009 aveva 8.929 studenti e 800 insegnanti.

## Attività
Nel 2006 ha presentato una memoria NAND flash da 8 nm in grado di immagazzinare oltre 1 terabyte di dati e la commercializzazione è iniziata nel 2014.